# Walckenaeria simplex
Walckenaeria simplex este o specie de păianjeni din genul Walckenaeria, familia Linyphiidae, descrisă de Chyzer, 1894. Conform Catalogue of Life specia Walckenaeria simplex nu are subspecii cunoscute.